# Franc Zalar
Franc Zalar, slovenski umetnostni zgodovinar in likovni kritik, * 23. marec 1938, Naklo

## Življenje in delo
Zalar je leta 1968 diplomiral na ljubljanski Filozofski fakulteti. Leta 1962 se je zaposlil kot kustos v Mestnem muzeju Ljubljana, kjer je postal 1990 višji kustos, 1996 pa muzejski svetovalec.
Zalar se je takoj po diplomi začel aktivno ukvarjati s kritiko sodobne umetnosti, sprva je članke objavljal v zagrebškem Telegramu, nato pa največ v Ljubljanskem dnevniku. Strokovne in poljudne članke je objavljal tudi v revijah Sinteza, Sodobnost, Naši razgledi in drugih. V okviru Mestnega muzeja je raziskoval ljubljansko portretno in vedutno slikarstvo ter na to temo pripravil več razstav.